# Xã Eidsvold, Quận Lyon, Minnesota
Xã Eidsvold (tiếng Anh: Eidsvold Township) là một xã thuộc quận Lyon, tiểu bang Minnesota, Hoa Kỳ. Năm 2010, dân số của xã này là 236 người.